# Pogara
Pogara románul: Pogara, falu Romániában, a Bánságban, Krassó-Szörény megyében.

## Fekvése
Somosréve (Cornereva) mellett fekvő település.

## Története
Pogara korábban Somosréve (Cornereva) része volt. 1956-ban vált külön 268 lakossal.
1966-ban 259, 1977-ben 79, 1992-ben 67, a 2002-es népszámláláskor pedig 45 román lakosa volt.